# Jüngersdorf
Der Ort Jüngersdorf (Dürener Platt: Jöngeschdörp) gehört zur Gemeinde Langerwehe im Kreis Düren (Nordrhein-Westfalen). Jüngersdorf liegt am Fuß des Hürtgenwaldes am nördlichen Rand der Eifel. Jüngersdorf war eine eigenständige Gemeinde, bis es am 1. Januar 1972 im Rahmen der Gebietsreform in Nordrhein-Westfalen durch Anwendung des Aachen-Gesetzes nach Langerwehe eingemeindet wurde. Der Ort besteht aus dem ursprünglichen Ortskern um die kleine Kapelle und eine Reihe von Siedlungen, die sich nach und nach zum Ort hinzu entwickelten, der heute mit dem Ortskern von Langerwehe verbunden ist.
Auf den Hängen über Jüngersdorf ragt die Laufenburg in die Höhe, die heute ein landwirtschaftliches Unternehmen und ein Restaurant beherbergt.

## Geschichte
Jüngersdorf entstand vermutlich im 7. Jahrhundert, damals war es ein Forsthof des fränkischen Reichsgutes und späteren Jülicher Wildbanns. 898 wurde es offenbar nach einem Erbförster als Gunthersdorf benannt. Das älteste bekannte Jüngersdorfer Rittergeschlecht waren die von Lövenichs (1563). Während um den Gutshof immer mehr Häuser entstanden veränderte sich auch der Name zum heutigen Jüngersdorf.

## Katholisches Gemeindezentrum

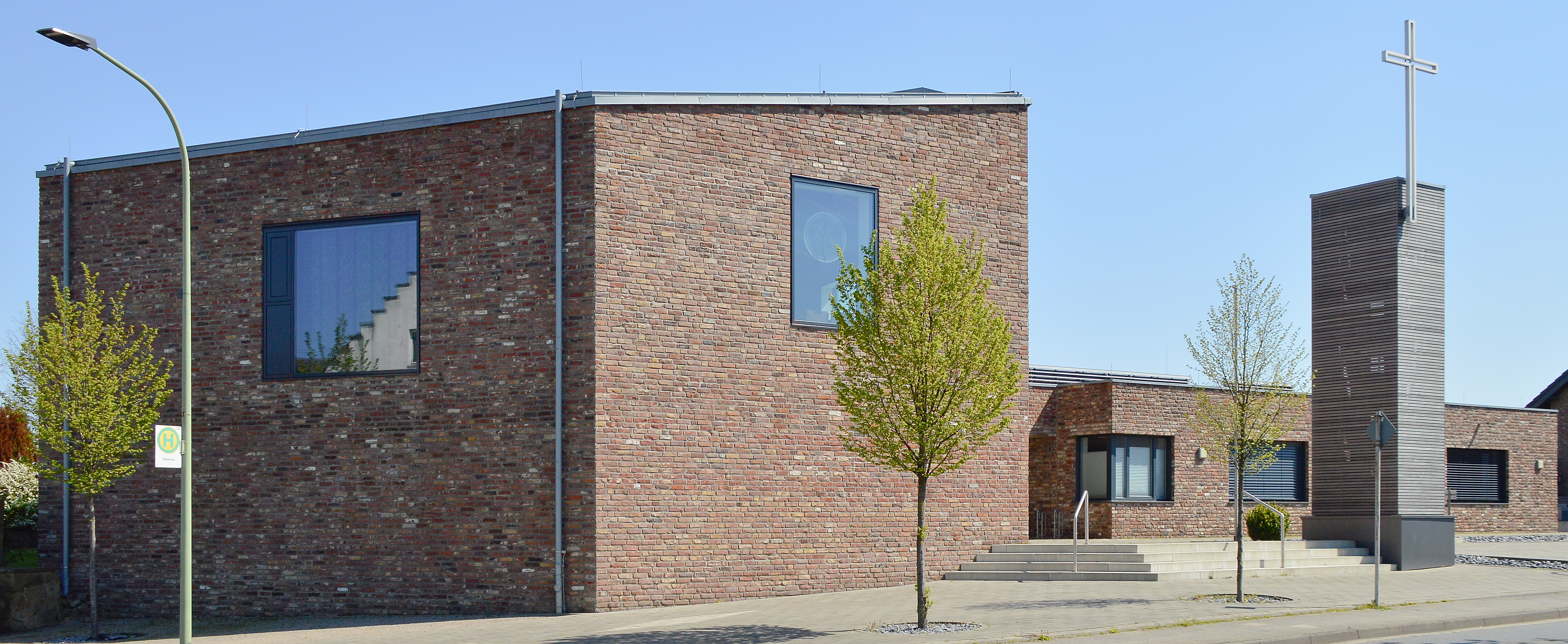
Marienkapelle mit Gemeindezentrum

Am ehemaligen Standort der Marienkapelle in Jüngersdorf wurde neben einer Kapelle ein Gemeindezentrum mit Gruppenraum, Jugendraum, Saal und Küche sowie den erforderlichen Nebenräumen errichtet. Dieses entstand als Ersatz für die bergbaubedingt aufgegebenen kirchlichen Gebäude in Pier. Die Entschädigungszahlungen wurden ausschließlich von der RWE Power AG geleistet.

## Verkehr
Der nächste DB-Bahnhof ist „Langerwehe“ an der Strecke Aachen–Düren–Köln.
Die AVV-Buslinien 237 und 296 des Rurtalbus verbinden Jüngersdorf mit der Kreisstadt Düren, Langerwehe-Mitte und den Nachbarorten. Bis zum 31. Dezember 2019 wurden diese Linien vom BVR Busverkehr Rheinland bedient.
| Linie | Verlauf |
| ----- | --- |
| 237   | Düren Bf/ZOB – StadtCenter – (Mariaweiler Gesamtschule –) Mariaweiler – Echtz Badesee – Echtz – Geich – Obergeich – D’horn – (Schlich –) Merode – Pier – Jüngersdorf – Langerwehe Markt – Langerwehe Bf       |
| 296   | Düren Bf/ZOB – StadtCenter – Kaiserplatz – Gürzenich – Derichsweiler – Schlich – Merode – Pier – Jüngersdorf – Langerwehe Holzstr. – Langerwehe Bf – Luchem – Inden/Altdorf – Lamersdorf – Lucherberg / Frenz |

## Vereine
Ortsansässige Vereine sind der Sportverein TuS 08 Jüngersdorf-Stütgerloch e. V., die Maigesellschaft Jüngersdorf 1980 e. V., sowie die Freiwillige Feuerwehr Jüngersdorf.

## Persönlichkeiten
- Johannes Kaiser (1936–1996), Leichtathlet und Olympiamedaillengewinner